# Hold It Down
Hold It Down è il terzo album in studio del gruppo musicale hip hop statunitense Das EFX, pubblicato il 26 settembre 1995 dalla East West. Alle produzioni, tra gli altri, anche DJ Premier, Pete Rock e Easy Mo Bee. Partecipa all'album anche KRS-One nella canzone Represent the Real, poi inserita nel suo secondo album omonimo, KRS-One.
| Recensione           | Giudizio |
| -------------------- | -------- |
| All Music            | [ 1 ]    |
| The Austin Chronicle | [ 2 ]    |
| The Source           | [ 3 ]    |

## Tracce
1. Intro (Once Again) – 1:08 (testo: Das EFX – musica: Peter Lewis)
2. No Diggedy – 4:03 (testo: Das EFX, Chris Martin – musica: DJ Premier)
3. Knockin' Niggaz Off – 3:24 (testo: Das EFX, Osten Harvey – musica: Easy Mo Bee)
4. Here We Go – 4:05 (testo: Das EFX, Solid Scheme – musica: Solid Scheme)
5. Real Hip Hop (Original Version) – 4:09 (testo: Das EFX, Martin – musica: DJ Premier)
6. Here It Is – 4:59 (testo: Das EFX, Gordon Jenkins, Joe Bishop, Kev Geeda – musica: Kevin Geeda)
7. Microphone Master – 4:30 (testo: Das EFX, Harvey Jr. – musica: Easy Mo Bee)
8. 40 & A Blunt – 3:17 (testo: Das EFX, Harvey Jr. – musica: Easy Mo Bee)
9. Buck-Buck – 3:12 (testo: Das EFX – musica: Das EFX)
10. Intro – 0:09
11. Can't Have Nuttin' – 5:34 (testo: Das EFX, Gerald Stevens – musica: Gerald Stevens)
12. Alright – 4:23 (testo: Das EFX, Harvey Jr. – musica: Easy Mo Bee)
13. Hold It Down – 4:47 (testo: Das EFX, Harvey Jr. – musica: Easy Mo Bee)
14. Dedicated – 3:46 (testo: Das EFX, Rodolfo Franklin – musica: DJ Clark Kent)
15. Ready To Rock Ruff Rhymes – 4:34 (testo: Das EFX, Solid Scheme – musica: Solid Scheme)
16. Represent the Real (featuring KRS-One) – 3:19 (testo: Das EFX, Lawrence Parker, Rodney Lemay – musica: Showbiz)
17. Comin' Thru – 3:32 (testo: Das EFX, Spivey – musica: George Spivey)
18. Hardcore Rap Act – 4:30 (testo: Das EFX, Solid Scheme – musica: Solid Scheme)
19. Bad News (featuring PMD) – 2:55 (testo: Das EFX, George Spivey, Parrish Smith – musica: George Spivey)
20. Real Hip Hop (Pete Rock Remix) – 3:58 (testo: Das EFX, Peter Phillips – musica: Pete Rock)

Durata totale: 74:14

## Classifiche

### Classifiche settimanali
| Classifica (1995)         | Posizione massima |
| ------------------------- | ----------------- |
| Stati Uniti               | 22                |
| US Top R&B/Hip-Hop Albums | 4                 |